# Wladimir Petrowitsch Wilissow
Wladimir Petrowitsch Wilissow (* 19. April 1976 in Nowokusnezk) ist ein ehemaliger russischer Skilangläufer.

## Werdegang
Wilissow, der bei den Junioren-Weltmeisterschaften 1996 im italienischen Asiago Gold mit der russischen Langlaufstaffel gewonnen hatte, debütierte im November 1997 in Beitostølen im Weltcup und belegte dort den 55. Platz über 10 km klassisch. Bei der Winter-Universiade 1997 in Muju belegte er den 13. Platz über 15 km klassisch, den zehnten Rang über 30 km Freistil und den achten Platz in der Verfolgung. Seine ersten Weltcuppunkte holte er im März 1998 in Lahti mit dem 29. Platz über 30 km klassisch. In der Saison 1998/99 kam er im Weltcupeinzel viermal unter die ersten Zehn und belegte zum Saisonende den 21. Platz im Gesamtweltcup und den 12. Platz im Langdistanzweltcup. Dabei erreichte er in Lahti mit dem zweiten Platz über 15 km klassisch seine erste Podestplatzierung. Mit der Staffel errang er in Falun den dritten und in Oslo den zweiten Platz. Bei den nordischen Skiweltmeisterschaften 1999 in Ramsau am Dachstein belegte er den neunten Platz über 30 km Freistil und jeweils den siebten Rang mit der Staffel und über 50 km klassisch. In der folgenden Saison erreichte er im Weltcup vier Top-Zehn-Platzierungen, darunter Platz drei im 30-km-Massenstartrennen in Lahti und errang damit zum Saisonende den 25. Platz im Gesamtweltcup und den achten Platz im Langdistanzweltcup. Im Januar 2000 wurde er russischer Meister über 30 km. Nach vier Ergebnisse außerhalb der Punkteränge zu Beginn der Saison 2000/01, erreichte er im weiteren Saisonverlauf neun Platzierungen in den Punkterängen. Zudem wurde er mit der Staffel Dritter in Santa Caterina Valfurva und Erster in Falun. Seine besten Resultate bei den nordischen Skiweltmeisterschaften 2001 in Lahti waren der siebte Platz über 50 km Freistil und der vierte Rang mit der Staffel. Die Saison beendete er auf dem 28. Platz im Gesamtweltcup. Zu Beginn der folgenden Saison errang er in Kuopio den dritten Platz und in Davos den zweiten Platz mit der Staffel. Seine beste Saisonplatzierung im Weltcupeinzel war jeweils der 18. Platz im Skiathlon im Val di Fiemme und über 15 km klassisch in Davos. Beim Saisonhöhepunkt den Olympischen Winterspielen 2002 in Salt Lake City belegte er den 36. Platz im Skiathlon und jeweils den 15. Rang über 50 km klassisch und im 30-km-Massenstartrennen. Seine besten Weltcupergebnisse in der Saison 2002/03 war jeweils der sechste Platz über 10 km Freistil in Kavgolovo und in Otepää im 30-km-Massenstartrennen. Bei den nordischen Skiweltmeisterschaften 2003 im Val di Fiemme errang er den 35. Platz im Skiathlon, den 17. Platz über 50 km Freistil und den 13. Platz im 30-km-Massenstartrennen. In der Saison 2003/04 kam er im Weltcupeinzel 11-mal in die Punkteränge und belegte den 47. Platz im Gesamtweltcup. Seine beste Einzelplatzierung war der achte Platz im Skiathlon in Falun. Außerdem wurde er in Otepää Dritter mit der Staffel. In seiner letzten Weltcupsaison 2004/05 erreichte er bei acht Einzelteilnahmen lediglich einmal Weltcuppunkte. Von 2005 bis zu seiner letzten aktiven Saison 2008/09 nahm er an FIS-Rennen und am Eastern-Europe-Cup teil. Dabei errang er meist Platzierungen außerhalb der Punkteränge.

## Teilnahmen an Weltmeisterschaften und Olympischen Winterspielen

### Olympische Spiele
- 2002 Salt Lake City: 15. Platz 30 km Freistil Massenstart, 15. Platz 50 km klassisch, 36. Platz 20 km Skiathlon

### Nordische Skiweltmeisterschaften
- 1999 Ramsau: 7. Platz Staffel, 7. Platz 50 km klassisch, 9. Platz 30 km Freistil
- 2001 Lahti: 4. Platz Staffel, 7. Platz 50 km Freistil, 11. Platz 30 km klassisch, 13. Platz 20 km Skiathlon
- 2003 Val di Fiemme: 13. Platz 30 km klassisch Massenstart, 17. Platz 50 km Freistil, 35. Platz 20 km Skiathlon

## Platzierungen im Weltcup

### Weltcup-Statistik
Die Tabelle zeigt die erreichten Platzierungen im Einzelnen.
- 1.–3. Platz: Anzahl der Podiumsplatzierungen
- Top 10: Anzahl der Platzierungen unter den ersten zehn
- Punkteränge: Anzahl der Platzierungen innerhalb der Punkteränge
- Starts: Anzahl gelaufener Rennen in der jeweiligen Disziplin
- Hinweis: Bei den Distanzrennen erfolgt die Einordnung gemäß FIS.

| Platzierung         | Distanzrennen a | Distanzrennen a | Distanzrennen a | Distanzrennen a | Distanzrennen a | Skiathlon Verfolgung | Sprint | Etappen- rennen b | Gesamt | Team c | Team c  |
| Platzierung         | ≤ 5 km          | ≤ 10 km         | ≤ 15 km         | ≤ 30 km         | > 30 km         | Skiathlon Verfolgung | Sprint | Etappen- rennen b | Gesamt | Sprint | Staffel |
| ------------------- | --------------- | --------------- | --------------- | --------------- | --------------- | -------------------- | ------ | ----------------- | ------ | ------ | ------- |
| 1. Platz            |                 |                 |                 |                 |                 |                      |        |                   |        |        | 1       |
| 2. Platz            |                 |                 | 1               |                 |                 |                      |        |                   | 1      |        | 2       |
| 3. Platz            |                 |                 |                 | 1               |                 |                      |        |                   | 1      |        | 3       |
| Top 10              |                 | 2               | 1               | 5               | 3               | 1                    | 1      |                   | 13     |        | 8       |
| Punkteränge         |                 | 6               | 11              | 12              | 7               | 10                   | 11     |                   | 57     |        | 10      |
| Starts              |                 | 17              | 27              | 16              | 9               | 11                   | 16     |                   | 96     |        | 10      |
| Stand: Karriereende |                 |                 |                 |                 |                 |                      |        |                   |        |        |         |

### Weltcup-Gesamtplatzierungen
| Saison    | Gesamt | Gesamt | Langdistanz | Langdistanz | Sprint | Sprint |
| Saison    | Punkte | Platz  | Punkte      | Platz       | Punkte | Platz  |
| --------- | ------ | ------ | ----------- | ----------- | ------ | ------ |
| 1997/98   | 2      | 98.    | 2           | 67.         | -      | -      |
| 1998/99   | 211    | 21.    | 119         | 12.         | 92     | 26.    |
| 1999/2000 | 248    | 25.    | 125         | 8.          | 51     | 30.    |
| 2000/01   | 171    | 28.    | -           | -           | 50     | 31.    |
| 2001/02   | 74     | 56.    | -           | -           | 13     | 57.    |
| 2002/03   | 136    | 35.    | -           | -           | 6      | 67.    |
| 2003/04   | 132    | 47.    | 129         | 30.         | 3      | 66.    |
| 2004/05   | 4      | 138.   | 4           | 87.         | -      | -      |